# Edward William Binney
Edward William Binney FRS, FGS (Morton, Nottinghamshire, 7 de desembre de 1812 – Manchester, 19 de desembre de 1881) fou un geòleg anglès.
Edward William Binney nasqué a Morton, Nottinghamshire (Anglaterra) el 1812, i fou educat al Queen Elizabeth's Grammar School, a Gainsborough. El 1836 s'establí a Manchester. Aviat mostrà el seu interès en investigacions geològiques.
Ajudà el 1838 en la fundació de la Manchester Geological Society, de la qual fou escollit un dels secretaris honorifics; fou elegit president el 1857, i de nou el 1865. Fou successivament secretari i president de la Manchester Literary and Philosophical Society. El seu treball es focalitzà en les roques del Carbonífer i el Permià del nord d'Anglaterra, i estudià també els dipòsits continentals de Lancashire, la qual cosa motivà que ell i Joseph Dalton Hooker trobessin les primeres boles de carbó, i que es familiaritzés amb la geologia d'aquesta zona prop de Manchester. Les seves Observations on the Structure of Fossil Plants found in the Carboniferous Strata (1868–1875) formaren una de les monografies de la Palaeontographical Society. La seva àmplia col·lecció de fòssils fou situada al Owens College.
Binney formava part d'un cercle social de Manchester que incloïa James Prescott Joule, William Sturgeon, John Davies i John Leigh.
Fou escollit membre de la Royal Society el 1856 i morí a Manchester el 1881.